# Korciîne (Șostakove), Mîkolaiiv
Korciîne (în ucraineană Корчине) este un sat în comuna Șostakove din raionul Mîkolaiiv, regiunea Mîkolaiiv, Ucraina.

## Demografie
Componența lingvistică a localității Korciîne
     Ucraineană (89,74%)
     Rusă (10,26%)
Conform recensământului din 2001, majoritatea populației localității Korciîne era vorbitoare de ucraineană (89,74%), existând în minoritate și vorbitori de rusă (10,26%).